# بابی کریستینا براون
بابی کریستینا براون (انگلیسی: Bobbi Kristina Brown; ۴ مارس ۱۹۹۳ – ۲۶ ژوئیهٔ ۲۰۱۵) خواننده، بازیگر سینما، و مدل (شخص) اهل ایالات متحده آمریکا بود. وی بین سال‌های ۱۹۹۸ تا ۲۰۱۲ میلادی فعالیت می‌کرد.